# 부룬디 부통령
부룬디의 부통령은 과도 헌법이 발효된 1998년 6월에 총리를 폐지하고 신설된 직위이다.

## 같이 보기
- 부룬디